# Harborough Magna
Pour les articles homonymes, voir Harborough.
Harborough Magna est un village et une paroisse civile du Warwickshire, en Angleterre. Administrativement, il dépend du borough de Rugby.
La paroisse civile, qui contient également les hameaux voisins de Harborough Parva et Cathiron, comptait 502 habitants au recensement de 2011, nombre descendant à 481 au recensement de 2021.
Harborough Magna est situé à environ six kilomètres au nord-ouest de Rugby, sur la route B4112. L'autoroute M6 se trouve à environ 1,6 km au nord du village et le canal d'Oxford à environ 1,6 km au sud. Harborough Magna devait être le site d'une station-service autoroutière, prévue pour la première fois en 1975, sur la M6 (les bretelles partiellement construites sont visibles entre les ponts B4112 et Montilo Lane), mais le site attribué était trop petit, et le projet a été abandonné en 1980.
Harborough Magna a été mentionné dans le Domesday Book sous le nom de Herdeberge. Pendant de nombreuses années, la principale source d'emploi dans le village étaient les scieries situées près du canal de Cathiron. Le village présente un mélange d'habitations anciennes et modernes. Il y a un certain nombre de maisons anciennes dans le village, certaines datant du XVIIe siècle, et un pub connu sous le nom de Old Lion (anciennement connu sous le nom de Lion d'Or) qui date du XVIIIe siècle et qui a été reconstruit à la suite d'un incendie en 1986. Il y a une église de village dédiée à tous les Saints,.
Le hameau de Harborough Parva, à une courte distance au sud de Harborough Magna, était historiquement un collectivité distincte, qui faisait partie de la paroisse de Newbold-on-Avon jusqu'en 1931. Les deux Harborough sont désormais mitoyens et forment pratiquement une seule entité, .
À environ un mile au nord-est du village, au sein de la paroisse se trouve la maison de retraite St Mary pour personnes âgées. Le bâtiment a été construit à l'origine en 1912 comme hôpital.[6] Malgré son emplacement éloigné, entre 1949 et 1983, c'était une maternité et était la seule dans la région de Rugby jusqu'à ce que ce service soit transféré à l'hôpital St Cross.

## Galerie

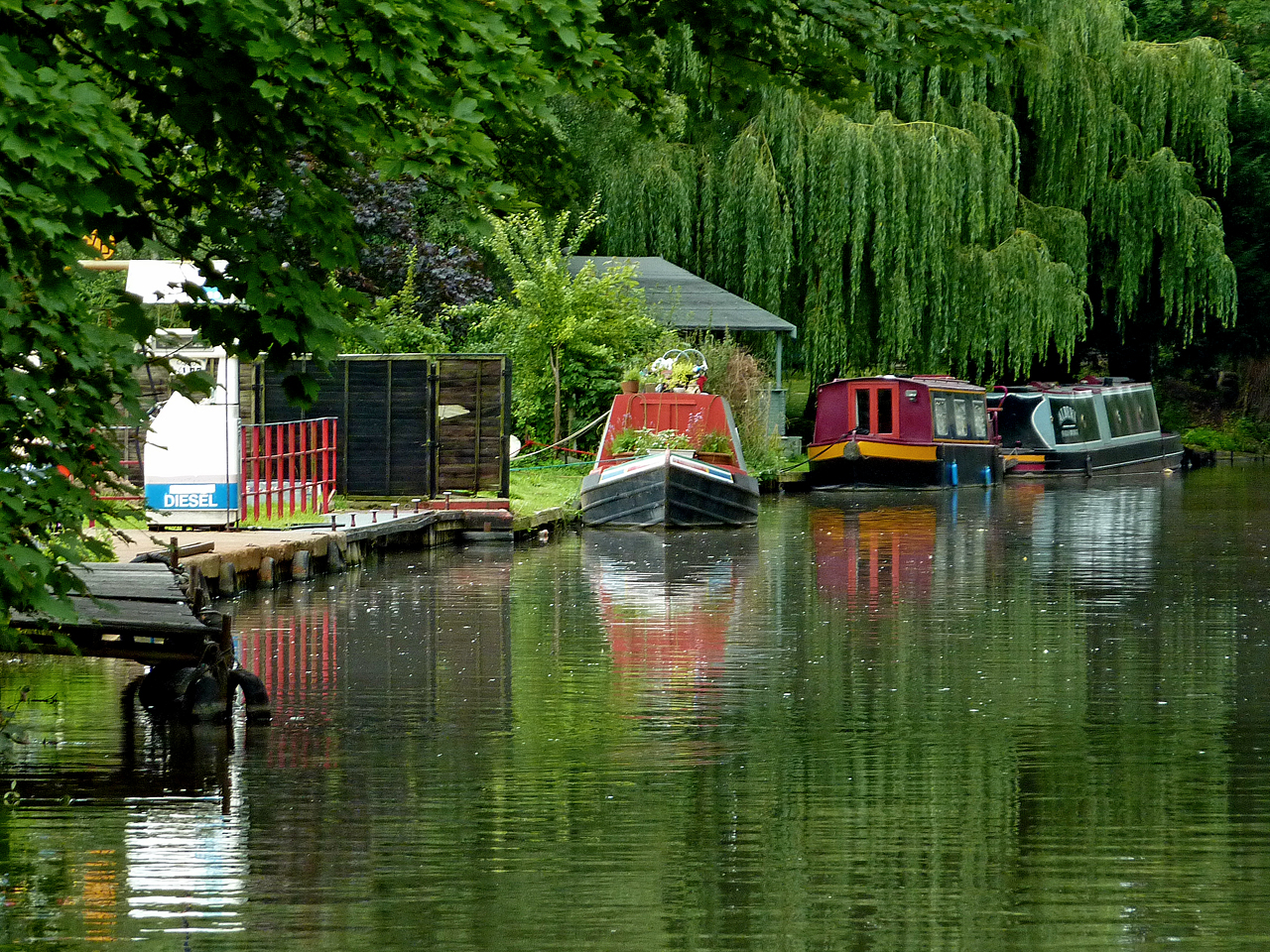
Canal à Harborough Magna.
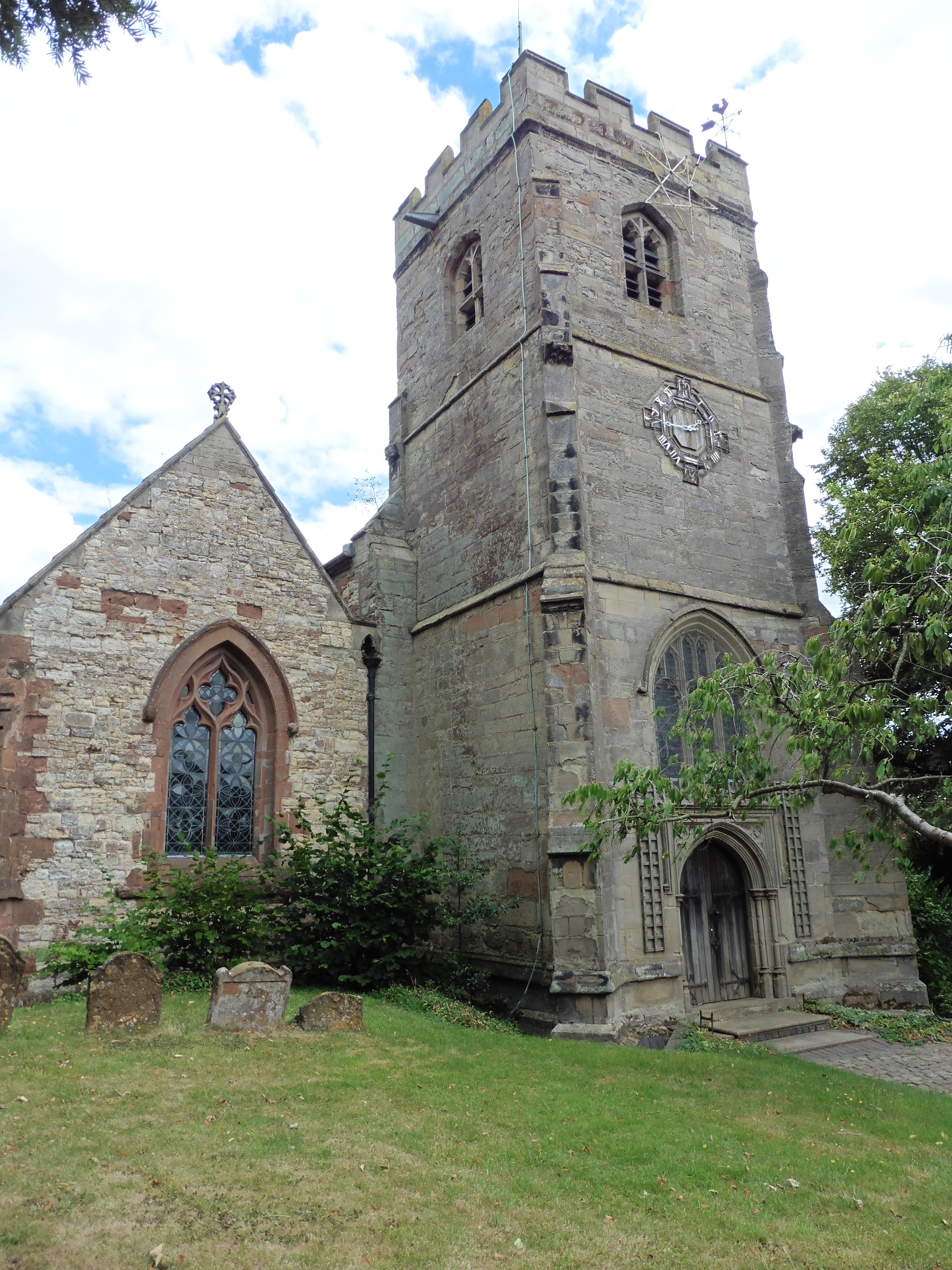
Eglise de tous les Saints.
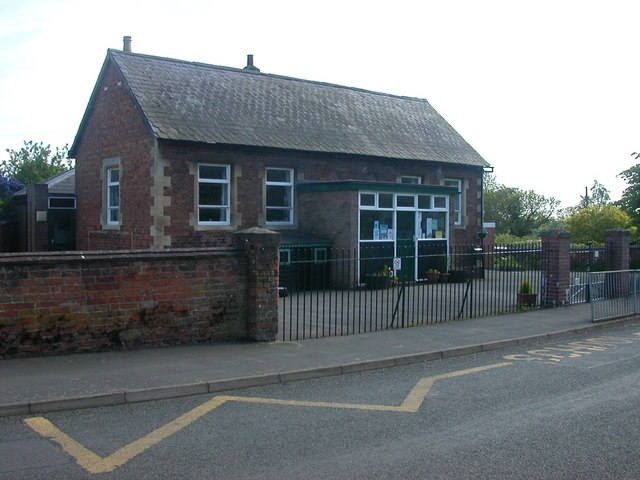
Rue principale.